# Hitachi (wielerploeg)
Hitachi was een Belgische wielerploeg gesponsord door het Japanse Hitachi die bestond van 1985 tot 1989 en een verderzetting was van Splendor.

## Geschiedenis
Hitachi reed vijfmaal in de Ronde van Frankrijk met een elfde plaats in 1987 van Claude Criquielion als beste resultaat. In 1989 werd er ook deelgenomen aan de Ronde van Italië met een zevende plaats in het eindklassement voor Claude Criquielion.

## Resultaten in de Grote Rondes
| Jaar | Ronde van Italië      | Ronde van Italië | Ronde van Frankrijk    | Ronde van Frankrijk      | Ronde van Spanje   | Ronde van Spanje |
| Jaar | hoogste klassering    | etappewinst      | hoogste klassering     | etappewinst              | hoogste klassering | etappewinst      |
| ---- | --------------------- | ---------------- | ---------------------- | ------------------------ | ------------------ | ---------------- |
| 1985 | geen deelname         | geen deelname    | 18e Claude Criquielion | 1e, 2e, 22e Rudy Matthys | geen deelname      | geen deelname    |
| 1986 | geen deelname         | geen deelname    | 43e Hendrik Devos      | 11e Rudy Dhaenens        | geen deelname      | geen deelname    |
| 1987 | geen deelname         | geen deelname    | 11e Claude Criquielion |                          | geen deelname      | geen deelname    |
| 1988 | geen deelname         | geen deelname    | 14e Claude Criquielion |                          | geen deelname      | geen deelname    |
| 1989 | 7e Claude Criquielion |                  | 36e Claude Criquielion |                          | geen deelname      | geen deelname    |

## Resultaten in belangrijke wedstrijden
- Ronde van Vlaanderen: Claude Criquielion (1987)
- Waalse Pijl: Claude Criquielion (1985, 1989)
- Nationale Sluitingsprijs: Jean-Marie Wampers (1985)
- Grand Prix du Midi Libre: Claude Criquielion (1986, 1988)
- Vierdaagse van Duinkerke: Dirk De Wolf (1986)
- Ronde van Romandië: Claude Criquielion (1986)
- Dwars door Vlaanderen: Dirk De Wolf (1989)

Belgische wielerploeg Hitachi: 1985–1989
Biondi ·
Christiaens ·
Criquielion  ·
De Wolf ·
Devos ·
Dhaenens ·
Goffin ·
Haex ·
Lamote ·
Matthys ·
Meuwissen ·
Rogiers ·
Somers ·
Thurau ·
Thoelen ·
Tourné ·
Vandenbrande ·
Versluys ·
Wampers
Brusselman ·
Christiaens ·
Cocquyt ·
Criquielion ·
De Wilde ·
De Wolf ·
Delaurier ·
Devos ·
Dhaenens ·
Goffin ·
Haex ·
Jacobs ·
Lamote ·
Matthys ·
Meuwissen ·
Morjean ·
Pools ·
Rogiers ·
Seiz (tot 25/08) ·
Thoelen ·
Tourné ·
Van Leeuwe ·
Vandenbrande ·
Wampers ·
Wynants ·
Wyder
Assez ·
Bafcop ·
Criquielion ·
De Wolf ·
Devos ·
Dhaenens ·
Goffin (tot 27/02) ·
Haex ·
Ichikawa ·
Jacobs ·
Lamote ·
Lecrocq (tot 15/04) ·
Matthys ·
Meuwissen ·
Morjean ·
Olsen ·
Østergaard ·
Rogiers ·
Sawyer ·
Vandenbrande ·
Wampers ·
Wynants
van Aert ·
Assez ·
Bafcop ·
Beirnaert ·
Bruyere ·
Criquielion ·
De Wolf ·
Devos ·
Haex ·
Hendrickx ·
Ichikawa ·
Jacobs ·
Lieckens ·
Matthys (tot 31/03) ·
Morjean ·
Olsen ·
Poissonnier (tot 15/04) ·
Räkers ·
Rogiers ·
Sergeant ·
Vandenbrande ·
Vandenbroucke (tot 15/05) ·
Veenstra ·
Watson ·
Wynants
van Aert ·
Bafcop ·
Beirnaert ·
Bock ·
Bruyere ·
Criquielion ·
De Wolf ·
Devos ·
Haex ·
Hendrickx ·
Ichikawa ·
Jacobs ·
Lieckens ·
Lippens ·
Morjean ·
Räkers ·
Rogiers ·
Sergeant ·
Soenens ·
Triebel ·
Van Himst ·
Veenstra ·
Verbeken ·
Wynants